# Bury Football Club
El Bury Football Club fue un club de fútbol inglés ubicado en la ciudad de Bury, Gran Mánchester. Fue fundado en 1885 y formó parte de las categorías profesionales desde 1894 hasta 2019. Los mayores logros de su historia fueron la conquista de dos FA Cup en 1900 y 1903.
A comienzos de la temporada 2019-20, el equipo fue expulsado de la English Football League One  y perdió su condición de equipo profesional por problemas financieros, situación que no ocurría en la liga inglesa desde 1992 con el Maidstone United. El club se refundó como Bury A.F.C. Inscribiéndose en la décima división inglesa.
En febrero de 2022, el grupo de fanáticos de Bury completó la compra de Gigg Lane y anunció que habían adquirido el nombre, y la historia de Bury FC. En octubre de 2022, se instó a los seguidores a votar en una encuesta sobre una posible fusión de la Sociedad de seguidores del Bury Football Club (propietaria de Gigg Lane y el nombre comercial "Bury FC") y la Shakers Community Society (propietaria del club fénix Bury AFC). Inicialmente, las propuestas no lograron alcanzar el umbral requerido del 66% de ambas sociedades, pero el 5 de mayo de 2023 se aprobó la fusión de ambas sociedades tras una segunda votación. Bury AFC adoptó el nombre de juego de Bury FC antes de la temporada 2023-24 y regresó a Gigg Lane, luego de la aprobación de la FA anunciada el 5 de junio de 2023. Tras la fusión, las historias de los dos equipos se combinaron, contando retroactivamente las temporadas de Bury AFC como temporadas para el Bury FC.

## Récords
- Mayor victoria en Liga: 8–0 v Tranmere Rovers, 10 de enero de 1970
- Mayor victoria en Copa: 12–1 v Stockton, FA Cup Ronda 1 Replay 2, febrero de 1897
- Peor derrota: 0–10 Blackburn Rovers, FA Cup Preliminar, 1 de octubre de 1887, 0–10 West Ham United, FL Cup Ronda 2, 25 de octubre de 1982
- Goleador en una temporada: Craig Madden 43 goles 1981–82 (35 Liga & 8 Copa)
- Goleador histórico: Craig Madden, 153 (129 Liga, 25 Copa) desde 1977 a 1986
- Más partidos: Norman Bullock, 539 (506 Liga, 33 Copa) entre 1920 y 1935
- Jugador más joven en estar en un juego: Jimmy Kerr – 16 años y 15 días
- Jugador más viejo en estar en un juego: Bruce Grobbelaar – 40 años y 337 días
- Más convocatorias a su selección: Bill Gorman, 11 apariciones para Irlanda
- Mayor asistencia: 35,000 v Bolton Wanderers FA Cup Ronda 3, 9 de enero de 1960
- Racha más larga sin perder: 18 juegos – 1960–61, 2002–03
- Racha más larga sin perder en casa: 25 – 1967–68
- Racha más larga sin perder de visitante: 8 – 1961
- Más partidos consecutivos anotando: Ryan Lowe 10 goles en 9 juegos, 2010–11
- En agosto de 2005, Bury se convirtió en el primer equipo en llegar a los 1000 goles en cualquier división
- Primer equipo europeo en ficha a un jugador de la India, Baichung Bhutia

## Entrenadores
- T Hargreaves (1887)
- Harry Spencer Hamer (1887–1907)
- Archie Montgomery (1907–1915)
- William Cameron (1919–1923)
- James Hunter (1923–1927)
- Percy Smith (1927–1930)
- Arthur Paine (1930–1934)
- Norman Bullock (1934–1938)
- Charlie Dean (1938–1944)
- Jimmy Porter (1944–1945)
- Norman Bullock (1945–1949)
- John McNeill (1950–1953)
- Dave Russell (1953–1961)
- Bob Stokoe (1961–1965)
- Bert Head (1965–1966)
- Les Shannon (1966–1969)
- Jack Marshall (1969)
- Les Hart (1970)
- Tommy McAnearney (1970–1972)
- Allan Brown (1972–1973)
- Bobby Smith (1973–1977)
- Bob Stokoe (1977–1978)
- David Hatton (1978–1979)
- Dave Connor (1979–1980)
- Jim Iley (1980–1984)
- Martin Dobson (1984–1989)
- Sam Ellis (1989–1990)
- Mike Walsh (1990–1995)
- Stan Ternent (1995–1998)
- Neil Warnock (1998–1999)
- Steve Redmond (1999–2000)
- Andy Preece (2000–2003)[4]
- Graham Barrow (2003–2005)
- Chris Casper (2005–2008)[5]
- Chris Brass (interino- 2008)
- Alan Knill (2008–2011)
- Richie Barker (interino–2011)[6]
- Richie Barker (2011–2012)[7][8]
- Peter Shirtliff & Ben Futcher (interinos- 2012)
- Kevin Blackwell (2012–2013)[9]
- Ronnie Jepson (interino- 2013)[10]
- David Flitcroft (2013–2016)[11]
- Chris Brass (2016–2017)
- Lee Clark (2017)[12]
- Ryan Lowe (interino- 2017)[13]
- Chris Lucketti (2017–2018)[14][15]
- Ryan Lowe y Ryan Kidd (interinos- 2018)[15]
- Ryan Lowe (2018–2019)[16]
- Gerónimo Benavides (2023-2025)

## Jugadores

### Jugadores destacados
- Dean Kiely 1996 – 1999
- Chris Lucketti 1993 – 1999
- David Lee 1986 – 1991
- Craig Madden 1977 – 1986
- Liam Robinson 1986 – 1993
- Neville Southall 1980 – 1981
- Phil Stant 1995 – 1997
- Peter Valentine 1985 – 1993
- Tony Rigby 1992 – 1999
- Alec Lindsay 1965 – 1969
- Baichung Bhutia 1999 – 2002
- Gary Kelly 1989 – 1996
- John Forrest 1966 – 1980
- Nick Daws 1992 – 2001
- Jamie Hoyland 1986 – 1990
- David Adekola 1993 – 1994
- Colin Bell 1963 – 1966
- Mark Carter 1993 – 1997
- Andy Hill 1984 – 1991
- Benjani Mwaruwari 1998-1999 y 2011 – 2016
- Kelvin Etuhu 2014-2017
- James Vaughan 2016-2017
- Bruce Grobbelaar 1998
- Kasper Schmeichel 2006

## Palmarés

### Torneos nacionales
- Copa FA (2): 1900, 1903
- Football League Championship (2): 1895
- Football League One (3): 1961, 1997

## Rivalidades
Su máximo rival es el Rochdale con quien disputa el M66 Derbi.